# Anteon ephippiger
Anteon ephippiger is een vliesvleugelig insect uit de familie van de tangwespen (Dryinidae). De wetenschappelijke naam van de soort is voor het eerst geldig gepubliceerd in 1818 door Dalman.